# トム・ヤスミ
トム・ヤスミ（本名：ヨシト・ヤスミ、Tom Yasumi、1966年 - ） は、東京都生まれの日系人。アメリカ合衆国のアニメ監督及びプロデューサー。代表作は「スポンジ・ボブ」で監督を担当。 

## 概要
1966年、東京都に生まれる。1978年、12歳の時、家族と一緒にアメリカに行き、ロサンゼルスに定住。 彼はカメラで自宅で短編映画を作り始め、粘土でアニメーションを作る。のちにカリフォルニア大学ロサンゼルス校で学びながらワーナー・ブラザースでアニメーターデビューする。卒業後はコマーシャルメッセージやビデオゲームのアニメーションを製作する。

## 主な作品
表記は著作物名／年。

### テレビアニメ
- ABC Weekend Specials（英語版）（1989年、アシスタントプロデューサーと兼任）
- The Legend of Prince Valiant（英語版）（1991年-1993年）
- ラグラッツ（1992年-1994年）
- ロッコーのモダンライフ（1995年-1996年）
- アングリー・ビーバーズ（1997年）
- スポンジ・ボブ（1999年-）
- キャットスクラッチ（英語版）（2005年）
- サンジェイ・アンド・クレイグ（英語版）（2013年）

### 映画
- スポンジ・ボブ/スクエアパンツ ザ・ムービー（2004年）
- スポンジ・ボブ 海のみんなが世界を救Woo!（2015年）